# Pomacentrus pavo
Pomacentrus pavo är en fiskart som först beskrevs av Bloch, 1787.  Pomacentrus pavo ingår i släktet Pomacentrus och familjen Pomacentridae. Inga underarter finns listade i Catalogue of Life.
Typisk för arten är blå strimmor på huvudet och en mörk fläck på platsen där andra djur har sina öron. Varje fjäll har ett mörkt lodrätt mönster. Kroppsfärgen kan bytas mellan blåaktig och blågrön. Pomacentrus pavo blir upp till 110 mm lång. I ryggfenan förekommer 13 taggstrålar och 14 till 15 mjukstrålar. Antalet taggstrålar i analfenan är två och där finns 12 till 14 mjukstrålar.
Utbredningsområdet sträcker sig från östra Afrika över Sydostasien och Australien till södra Japan och Tuamotuöarna. Denna fisk vistas i laguner och nära korallrev och dyker till ett djup av 16 meter. Den hittas ofta vid koraller av släktet Porites och vid Acropora pulchra. Födan utgörs av alger, av små kräftdjur och av andra smådjur. Arten är dagaktiv och bildar mindre grupper. Honor fäster äggen på föremål och de bevakas sedan av hannen.
För beståndet är inga hot kända. Hela populationen anses vara stor. IUCN listar arten som livskraftig (LC).